# Marius Niculae
Marius Constantin Niculae (n. 16 mai 1981, București, România) este un fost fotbalist român care a evoluat pe postul de atacant. Este cunoscut pentru activitatea de la echipa Dinamo București.
În noiembrie 2024, Marius Niculae a devenit președinte al clubului Hermannstadt.

## Palmares
Dinamo București
- Liga I (1): 1999-2000
- Cupa României (3): 2000, 2001, 2012
- Supercupa României (1): 2012

Sporting
- Primeira Liga (1): 2001-2002
- Cupa Portugaliei (1): 2001-2002
- Supercupa Portugaliei (1): 2002
- Cupa UEFA

Finalist: 2004–05

### Individual
- Golgheterul Diviziei A : 2000–01
- Jucătorul lunii în Scottish Premier League: decembrie 2007

## Goluri internaționale
| #  | Data              | Stadion                                              | Adversar     | Scor | Rezultat | Competiția                                             |
| -- | ----------------- | ---------------------------------------------------- | ------------ | ---- | -------- | ------------------------------------------------------ |
| 1  | 2 februarie 2000  | Stadionul Pafiako, Paphos, Cipru                     | Letonia      | 1–0  | 2–0      | Meci amical                                            |
| 2  | 5 decembrie 2000  | Stade 19 mai 1956, Annaba, Algeria                   | Algeria      | 1–0  | 2–3      | Meci amical                                            |
| 3  | 5 decembrie 2000  | Stade 19 mai 1956, Annaba, Algeria                   | Algeria      | 2–3  | 2–3      | Meci amical                                            |
| 4  | 8 decembrie 2000  | Stade 19 mai 1956, Annaba, Algeria                   | Algeria      | 2–0  | 3–2      | Meci amical                                            |
| 5  | 8 decembrie 2000  | Stade 19 mai 1956, Annaba, Algeria                   | Algeria      | 3–1  | 3–2      | Meci amical                                            |
| 6  | 2 iunie 2001      | Ghencea, București, România                          | Ungaria      | 1–0  | 2–0      | Calificările pentru Campionatul Mondial de Fotbal 2002 |
| 7  | 2 iunie 2001      | Ghencea, București, România                          | Ungaria      | 2–0  | 2–0      | Calificările pentru Campionatul Mondial de Fotbal 2002 |
| 8  | 15 august 2001    | Stadionul Bežigrad, Ljubljana, Slovenia              | Slovenia     | 1–0  | 2–2      | Meci amical                                            |
| 9  | 5 septembrie 2001 | Stadionul Ferenc Puskás, Budapesta, Ungaria          | Ungaria      | 2–0  | 2–0      | Calificările pentru Campionatul Mondial de Fotbal 2002 |
| 10 | 10 noiembrie 2001 | Stadionul Bežigrad, Ljubljana, Slovenia              | Slovenia     | 1–0  | 1–2      | Calificările pentru Campionatul Mondial de Fotbal 2002 |
| 11 | 8 septembrie 2004 | Estadi Comunal d'Aixovall, Andorra la Vella, Andorra | Andorra      | 3–0  | 5–1      | Calificările pentru Campionatul Mondial de Fotbal 2006 |
| 12 | 8 septembrie 2004 | Estadi Comunal d'Aixovall, Andorra la Vella, Andorra | Andorra      | 4–1  | 5–1      | Calificările pentru Campionatul Mondial de Fotbal 2006 |
| 13 | 26 martie 2008    | Ghencea, București, România                          | Rusia        | 3–0  | 3–0      | Meci amical                                            |
| 14 | 27 ianuarie 2012  | Belek Stadium, Belek, Turcia                         | Turkmenistan | 1–0  | 4–0      | Meci amical                                            |
| 15 | 27 ianuarie 2012  | Belek Stadium, Belek, Turcia                         | Turkmenistan | 4–0  | 4–0      | Meci amical                                            |